# Ключевая Чизма
Ключевая Чизма — река на Урале, приток реки Чизма (бассейн Чусовой). Истоки в Лысьвенском городском округе Пермского края, примерно в 3,7 км южнее посёлка Рассолёнки. Среднее и нижнее течение в Свердловской области: Шалинском городском округе и городском округе Нижний Тагил. Основной приток — Талая Чизма, впадающая в среднем течении слева. Впадает в Чизму справа, в 15 км от её устья. Длина реки 13 км.

## Данные водного реестра
По данным государственного водного реестра России, река Ключевая Чизма относится к Камскому бассейновому округу, речной бассейн — Кама, подбассейн — Кама до Куйбышевского водохранилища (без бассейнов рек Белой и Вятки), водохозяйственный участок — Чусовая от города Ревды до в/п посёлка Кын.
Код объекта в государственном водном реестре — 10010100612111100010836.